# TAKAJIN DO MY BEST
『TAKAJIN DO MY BEST』（タカジン・ドゥ・マイ・ベスト）は、1996年7月25日に発売された、やしきたかじんのベスト・アルバム。

## 解説
たかじん歌手デビュー20周年を記念して作られた。ポリスター所属以前の楽曲はNew Version'96として7曲リメイクされている。たかじんの全アルバムの中で最大のヒットとなっている。1996年10月時点で20万枚を超える売上を記録。初回限定はスペシャル・パッケージ。

## 収録曲目
1. ICHIZU New Version'96（5：04）
作詞・作曲：鹿紋太郎　編曲：芳野藤丸
2. 泣いてもいいか（5：06）
作詞：森雪之丞　作曲：都志見隆　編曲：平野たかよし
3. 未練-STILL- New Version'96（5：00）
作詞・作曲：鹿紋太郎　編曲：芳野藤丸
4. なめとんか　New Version'96（4：49）
作詞・作曲：鹿紋太郎　編曲：森俊之
5. さよならが言えるまで（4：24）
作詞：及川眠子　作曲：坂本洋　編曲：川村栄二
6. 心はいつも（5：10）
作詞：及川眠子　作曲：やしきたかじん　編曲：若草恵
7. 大阪恋物語　New Version'96（5：37）
作詞・作曲：鹿紋太郎　編曲：土井淳
8. 東京（4：27）
作詞：及川眠子　作曲：川上明彦　編曲：川村栄二
9. やっぱ好きやねん　New Version'96（5：39）
作詞・作曲：鹿紋太郎　編曲：森俊之
10. エゴイズム（5：05）
作詞：及川眠子　作曲：坂本洋　編曲：川村栄二
11. あんた　New Version'96（4：07）
作詞・作曲：伊藤薫　編曲：川村栄二
12. 夢見る男のために（6：14）
作詞：及川眠子　作曲：川上明彦　編曲：若草恵
13. 明日になれば　New Version'96（5：46）
作詞：来生えつこ　作曲：やしきたかじん　編曲：川村栄二
14. もしも夢が叶うならば（6：02）
作詞：伊藤薫　作曲：川上明彦　編曲：森俊之